# 五团镇
五团镇，是中华人民共和国湖南省邵陽市城步苗族自治县下辖的一个乡镇级行政单位。

## 行政区划
五团镇下辖以下地区：
第一社区、第二社区、独树村、金东村、石空村、白水头村、蜡里村、木瓜村、巡头村、江头司村、木懂村、腾坪村、初水村、茶元村、恒州村和铺路水村。

## 词源学
五团镇因境内河中有五个沙洲形似“团鱼”而得名。

## 历史
明朝，此地属莫宜峒。
清朝，此地属下莫宜峒。
中华民国时期，它属咸宜乡的一部分。1934年，中国工农红军长征经过此地。
1950年，此地分属三个乡：金水乡、金南乡、五团乡。1958年，三个乡合并称作“咸宜人民公社”。1995年，撤区并乡，江头司乡合并入五团乡。1996年，它升格为“镇”。2015年12月，江南山镇撤销，部分地区划分入五团镇。

## 地理
五团镇坐落在城步苗族自治县南部，北接丹口镇，东是汀坪乡，西和南是通道侗族自治县。
芙蓉河流经五团镇。

## 人口
2015年12月，五团镇的人口是13,476人，苗族占68.57%，另外还有其他9个民族。

## 经济
五团镇的经济主要靠农业。五团镇主要种植水稻、辣椒、土豆，养殖牛、羊、鸡，豆腐、梨、辣椒、鱼是特产。五团镇的矿产资源有：钨、硅、铅。

## 交通
县道093穿过五团镇。